# パット・モリタ

ロナルド・レーガン大統領夫妻と、森田夫妻

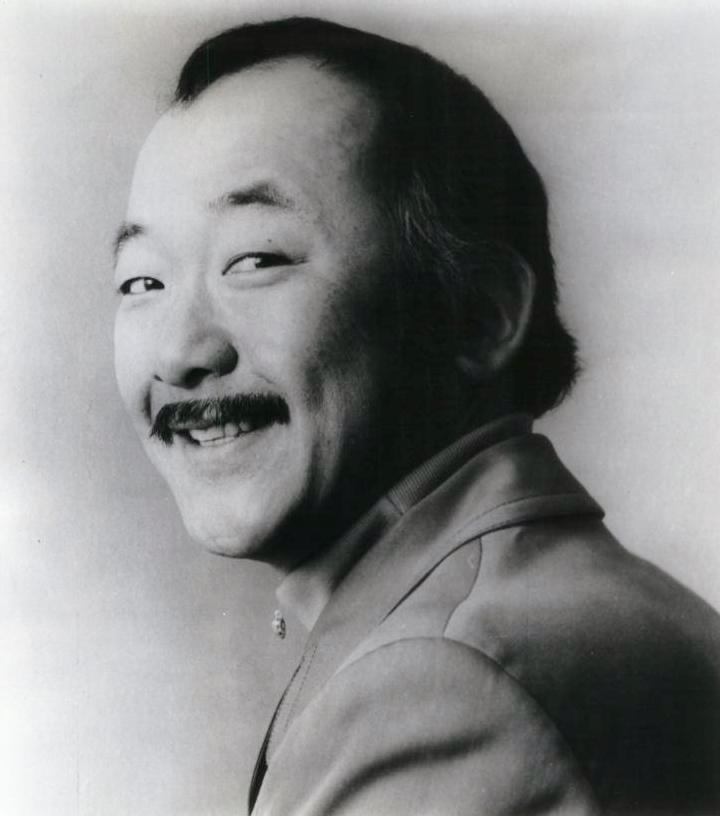
Morita in 1971

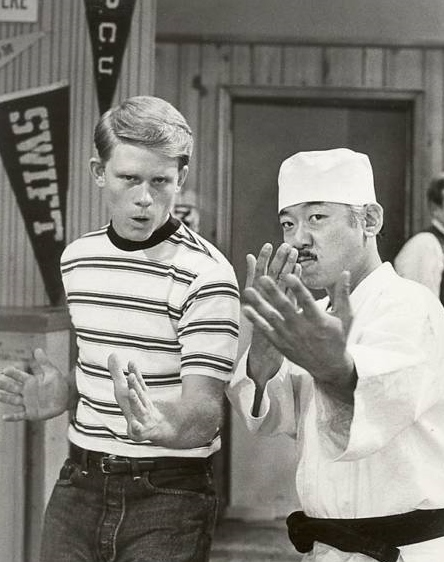
パット・モリタ (with ロン・ハワード, left) played Arnold Takahashi on the TV series ハッピーデイズ (テレビドラマ) in the 1975–76 season.

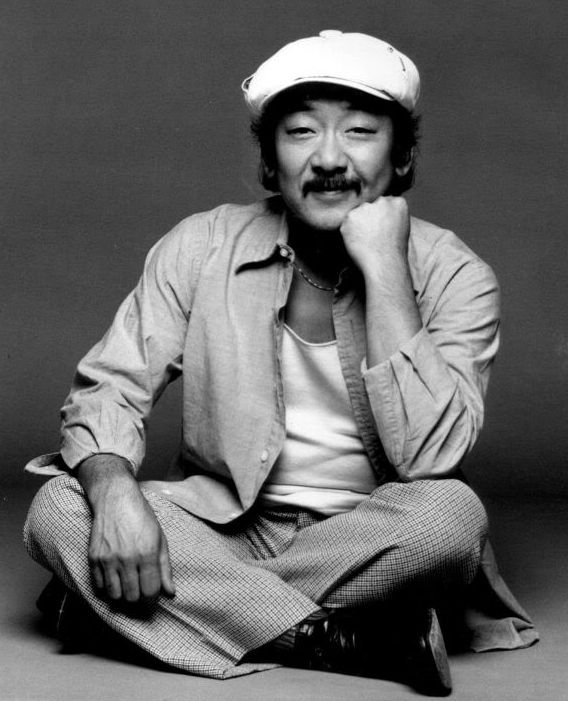
Morita in 1976

ノリユキ・“パット”・モリタ（Noriyuki “Pat” Morita、日本名：森田 則之〈もりた のりゆき〉、1932年6月28日 - 2005年11月24日）は、アメリカ合衆国の俳優、コメディアン。
『ベスト・キッド』出演の際には「日本人らしい名前を」と製作サイドから要求され、本名のノリユキでクレジットされている。

## プロフィール
1932年、カリフォルニア州で日系アメリカ人2世として生まれる。マック・クリハラは従兄弟にあたる。子供の頃に結核を患い、寝たきりで何年も過ごしたため、二度と歩けないだろうと診断されるも後に回復。しかし、多くの日系人同様、第二次世界大戦中は収容所で暮らした。高校を卒業してから航空宇宙産業でロケットエンジニアの職を得るも、スタンダップ・コメディアンになるために退職。ロサンゼルスの即興コメディ劇団「The Groundlings」に所属してナイトクラブなどを回った。この劇団は、ジェニファー・クーリッジやウィル・フェレル、ポール・ルーベンスやリサ・クドローなど、現在ハリウッドで活躍するコメディアンも一時期所属していたことで知られている。
1967年、『モダン・ミリー』で映画デビュー。1975年からはシチュエーション・コメディ「ハッピーデイズ」に出演し人気を博した。以降、数多くのテレビドラマや映画に出演した。
1984年に日本でも大ヒットした映画『ベスト・キッド』シリーズで主人公の空手の師匠ミスター・ミヤギ (Mr. Miyagi) を演じ、アカデミー助演男優賞にノミネートされる（もともと、ミヤギ役には三船敏郎がオファーされていた）。なお、1986年に出演した映画『ベスト・キッド2』の日本公開前、映画宣伝のために来日している。
2001年に渡米しメジャーリーグで活躍したイチローとは、一度だけ日本の日産自動車のCMで共演したことがある。
2005年11月24日、ネバダ州ラスベガスの自宅で死去した。73歳没。
2021年、ドキュメンタリー『More Than Miyagi:The Pat Morita Story』（ケビン・デレク監督）が、2月5日より米国のApple TV+とiTunesで配信される。

## 主な出演作品

### 映画
| 公開年 | 邦題 原題                                                        | 役名               | 備考                            |
| ------ | ---------------------------------------------------------------- | ------------------ | ------------------------------- |
| 1967   | モダン・ミリー Thoroughly Modern Millie                          | 東洋人             |                                 |
| 1973   | 刑事ブロック Brock's Last Case                                   | サム・ウォン       | テレビ映画                      |
| 1976   | ミッドウェイ Midway                                              | 草鹿龍之介         |                                 |
| 1980   | 世界崩壊の序曲 When Time Ran Out...                              | サム               |                                 |
| 1981   | ハイ・スクール・ウルフ Full Moon High                            | 銀細工師           |                                 |
| 1982   | サバンナ・スマイル Savannah Smiles                               | オハラ             |                                 |
| 1982   | ジェリー・ルイスの双子の鶏フン大騒動 Slapstick (Of Another Kind) | 中国大使           |                                 |
| 1984   | ベスト・キッド The Karate Kid                                    | 宮城成義           | ※ノリユキ・“パット”・モリタ名義 |
| 1984   | ナイト・パトロール Night Patrol                                  | 被害者             |                                 |
| 1984   | ミッドナイト・ギャンブラー/危険な賭け The Vegas Strip War        | Yip Tak            | テレビ映画                      |
| 1985   | 不思議の国のアリス Alice in Wonderland                           | 馬                 | テレビ映画                      |
| 1986   | ベスト・キッド2 The Karate Kid, Part II                          | 宮城成義           | ※ノリユキ・“パット”・モリタ名義 |
| 1986   | おもちゃの国のクリスマス Babes in Toyland                        | トイ・マスター     | テレビ映画                      |
| 1987   | 男たちの賭け Captive Hearts                                      | フクシマ           |                                 |
| 1989   | ベスト・コップ Collision Course                                  | フジツカ・ナツオ   |                                 |
| 1989   | ベスト・キッド3 The Karate Kid, Part III                         | 宮城成義           | ※ノリユキ・“パット”・モリタ名義 |
| 1990   | ヒロシマ Hiroshima: Out of the Ashes                             | ヨード・トダ       | テレビ映画                      |
| 1991   | ストロベリーロード Strawberry Road                               | 老人の兄弟         |                                 |
| 1991   | ボディ・エンジェルス/パット・モリタVSプレイメイツ Do or Die      | マサカネ・カネシロ |                                 |
| 1992   | ハネムーン・イン・ベガス Honeymoon in Vegas                      | マヒ・マヒ         |                                 |
| 1992   | ミラクル・ビーチ Miracle Beach                                   | ガス               |                                 |
| 1993   | マーシャル・コマンダー/黒の攻襲 American Ninja V                 | マスター・テツ     |                                 |
| 1993   | カウガール・ブルース Even Cowgirls Get The Blues                 | チンク             |                                 |
| 1994   | ベスト・キッド4 The Next Karate Kid                              | 宮城成義           | ※ノリユキ・“パット”・モリタ名義 |
| 1996   | スパイ・ハード Spy Hard                                          | ブライアン         |                                 |
| 1998   | ムーラン Mulan                                                   | 皇帝               | アニメ、声の出演                |
| 1999   | ゴーン・トゥ・マウイ/楽園へようこそ Gone to Maui                 | ミスター・オノ     | テレビ映画                      |
| 1999   | キングコブラ King Cobra                                          | ニック・ハシモト   | ビデオ作品                      |
| 1999   | ヴァン・ダム IN コヨーテ Inferno                                 | ジュバル・アーリー |                                 |
| 2000   | リメンバー・エイプリル I'll Remember April                       | エイブ・タナカ     |                                 |
| 2001   | 赤い部屋の恋人 The Center of the World                           | タクシー運転手     |                                 |
| 2001   | シャドー・フューリー Shadow Fury                                 | オー博士           |                                 |
| 2004   | ムーラン2 Mulan II                                               | 皇帝               | アニメ、声の出演                |
| 2005   | ナンバー・ワン・ガール The Number One Girl                       | ミスター・サカタ   | ビデオ作品                      |
| 2006   | スパイモンキー Spymate                                           | キロ               |                                 |
| 2006   | ザ・ブレイブ・ウォー 第442部隊 Only the Brave                    | セイゴ・タナカ     |                                 |

### テレビシリーズ
| 放映年    | 邦題 原題                                                     | 役名               | 備考 |
| --------- | ------------------------------------------------------------- | ------------------ | --- |
| 1972      | 刑事コロンボ 第10話「黒のエチュード」 Columbo: Etude In Black |                    | |
| 1972      | 燃えよ!カンフー Kung Fu                                       |                    | |
| 1972      | ハッピーデイズ Happy Days                                     | アーノルド高橋松雄 | |
| 1987-1988 | Ohara                                                         | オハラ警部補       | 30エピソード ※Oharaはオハラと発音されているが、オープニング画面では「OHARA 大原」と表示されている。主演のほか、企画も担当。            |
| 1990      | Britannica's Tales Around the World                           | パット・モリタ     | 18エピソード |
| 1993      | スペース・レンジャーズ Space Rangers                          | ナザー             | 1エピソード |
| 1996      | ボーイ・ミーツ・ワールド Boy Meets World                      |                    | 1エピソード |
| 1996-1998 | シェルビーの事件ファイル The Mystery Files of Shelby Woo      | マイク・ウー       | 28エピソード |
| 1998-2000 | Adventures with Kanga Roddy                                   | パットおじさん     | 39エピソード |
| 2000-2001 | ベイウォッチ Baywatch                                         | ヒデキ・タナカ     | 5エピソード |
| 2006      | スポンジ・ボブ SpongeBob SquarePants                          | マスター・ウドン   | アニメ、声の出演 71話Bパート「カラテ・アイランド」ゲスト ※本編終了後、「Pat Morita 1932-2005」という字幕とモリタの白黒写真が映された。 |

## 参照
注釈
1. ↑  外部リンクに映像
2. ↑  ダニエル役を演じたラルフ・マッチオの証言。「当時はミヤギ役に三船敏郎を起用しようとしていた…でも、三船は英語ができなかった」「人間版ヨーダのようなパット・モリタは完璧だった」「最初はモリタを起用することにスタッフは乗り気じゃなかった」（米『ローリング・ストーン』誌 2020年8月30日）[5][6]

出典
1. 1 2  Sullivan, Patricia (2005年11月26日). “Noriyuki 'Pat' Morita, 73; Played 'Karate Kid' Teacher”. Washington Post 2010年5月21日閲覧。
2. ↑  “Pat Morita”. The New York Times 2010年4月21日閲覧。
3. ↑  くれい響 (2013年12月24日). “映画のキャラ最強の師匠決定！空手の達人ミヤギとオビ＝ワン・ケノービがデッドヒート！”. シネマトゥデイ.   株式会社シネマトゥデイ. 2020年12月16日閲覧。
4. 1 2  取材・文／細木信宏 Nobuhiro Hosoki (2021年1月31日). “「ベスト・キッド」パット・モリタの知られざる生涯 ドキュメンタリー監督が明かす“素顔”とは”. 映画.com.   株式会社エイガ・ドット・コム. 2021年2月3日閲覧。
5. ↑  BRIAN HIATT（ブライアン・ハイアット）/ 翻訳：Shoko Natori (2020年9月21日). “ラルフ・マッチオが語る、『ベスト・キッド』続編ドラマ『コブラ会』製作秘話”. Rolling Stone（ローリング・ストーン）日本版.  CCCミュージックラボ株式会社. 2020年9月22日閲覧。
6. ↑  BRIAN HIATT（ブライアン・ハイアット） (2020年8月30日). “Ralph Macchio on ‘Cobra Kai’ and the Legend of ‘The Karate Kid’”. Rolling Stone（ローリング・ストーン）.   ペンスキー・メディア・コーポレーション. 2020年12月16日閲覧。
7. ↑  “『ベスト・キッド』のパット・モリタ、死去”. シネマトゥデイ. (2005年11月28日) 2013年2月8日閲覧。